# Lubuk Saban
Lubuk Saban is een bestuurslaag in het regentschap Serdang Bedagai van de provincie Noord-Sumatra, Indonesië. Lubuk Saban telt 2654 inwoners (volkstelling 2010).